# Estanislau da Silva
Estanislau da Conceição Aleixo Maria da Silva es un político timorense nacido en Dili el 4 de agosto de 1952. Fue el primer ministro de Timor Oriental desde el 20 de mayo hasta el 8 de agosto de 2007.
Es miembro del Frente Revolucionario de Timor Oriental Independiente (FRETILIN) desde 1974 y en el período de ocupación de Indonesia (1975-1999) tuvo que vivir en el exilio, en Mozambique (1976-1984), Portugal (1974-1975 y 1984-1985) y en Australia desde 1985 hasta la independencia de Timor Oriental en 1999.
Hace vida política en el país de mayor peso cuando es designado ministro de Agricultura en 2002. En 2007 sucede a José Ramos-Horta como primer ministro quien ejercía ese cargo desde 2006.
| Predecesor: José Ramos-Horta | Primer ministro de la República Democrática de Timor Oriental 2007 | Sucesor: Xanana Gusmão |

- Datos: Q727119
- Multimedia: Estanislau da Silva / Q727119